# Abdelaziz Merzougui
Abdelaziz Merzougui (ur. 30 sierpnia 1991 w Kulmim) – pochodzący z Maroka hiszpański lekkoatleta specjalizujący się w biegach długich.
Do końca 2009 roku reprezentował Maroko.
W rywalizacji na dystansie 3000 metrów z przeszkodami zajął w 2010 czwartą lokatę na mistrzostwach świata juniorów, a rok później został młodzieżowym wicemistrzem Europy. Finalista mistrzostw Europy (2012). Złoty medalista młodzieżowych mistrzostw Europy z 2013.
Reprezentant Hiszpanii w drużynowych mistrzostwach Europy. 
Trzykrotnie brał udział w mistrzostwach Europy w biegach przełajowych (2010, 2011, 2012) zdobywając dotychczas jeden złoty (złoto w biegu juniorów w 2010 roku) oraz jeden srebrny (drużyna młodzieżowców w 2012) medal. 
Rekord życiowy w biegu przeszkodowym: 8:18,03 (7 czerwca 2012, Huelva).  

## Osiągnięcia
| Rok  | Impreza                                   | Miejsce        | Konkurencja                   | Lokata      | Wynik   |
| ---- | ----------------------------------------- | -------------- | ----------------------------- | ----------- | ------- |
| 2010 | Mistrzostwa świata juniorów               | Moncton        | bieg na 3000 m z przeszkodami | 4. miejsce  | 8:40,08 |
| 2010 | Mistrzostwa Europy w biegach przełajowych | Albufeira      | bieg juniorów                 | 1. miejsce  | 18:07   |
| 2011 | Superliga drużynowych mistrzostw Europy   | Sztokholm      | bieg na 3000 m z przeszkodami | 5. miejsce  | 8:38,75 |
| 2011 | Młodzieżowe mistrzostwa Europy            | Ostrawa        | bieg na 3000 m z przeszkodami | 2. miejsce  | 8:36,21 |
| 2011 | Mistrzostwa Europy w biegach przełajowych | Velenje        | bieg młodzieżowców            | 38. miejsce | 24:31   |
| 2012 | Mistrzostwa Europy                        | Helsinki       | bieg na 3000 m z przeszkodami | 4. miejsce  | 8:38,58 |
| 2012 | Igrzyska olimpijskie                      | Londyn         | bieg na 3000 m z przeszkodami | eliminacje  | 8:58,20 |
| 2012 | Mistrzostwa Europy w biegach przełajowych | Budapeszt      | bieg młodzieżowców            | 7. miejsce  | 24:57   |
| 2013 | Superliga drużynowych mistrzostw Europy   | Gateshead      | bieg na 3000 m z przeszkodami | 2. miejsce  | 8:37,22 |
| 2013 | Młodzieżowe mistrzostwa Europy            | Tampere        | bieg na 3000 m z przeszkodami | 1. miejsce  | 8:34,64 |
| 2013 | Mistrzostwa Europy w biegach przełajowych | Belgrad        | bieg młodzieżowców            | 42. miejsce | 25:04   |
| 2016 | Mistrzostwa Europy                        | Amsterdam      | bieg na 3000 m z przeszkodami | 12. miejsce | 8:51,37 |
| 2016 | Igrzyska olimpijskie                      | Rio de Janeiro | bieg na 3000 m z przeszkodami | eliminacje  | 9:03,40 |
| 2022 | Mistrzostwa Europy                        | Monachium      | maraton                       | 43. miejsce | 2:19:47 |
| 2022 | Mistrzostwa Europy                        | Monachium      | maraton drużynowo             | 3. miejsce  | 6:38:44 |